# Охтирський гусарський полк

Знаменний герб Охтирского полка, 1776 року

Охтирський 12-й гусарський полк (рос. дореф. Ахтырскій 12-й гусарскій полкъ)
 — кавалерійський полк Російської імператорської армії. Старшинство — 27 червня 1651 року. Полкове свято — 2 липня, день святкування ікони Охтирської Божої матері.
За часів свого існування був гусарським (1765—1783, 1796—1871, 1907—1918), кіннотним (1783—1784), легко кіннотним (1783—1796) та драгунським (1882—1907).

## Передумови появи полку

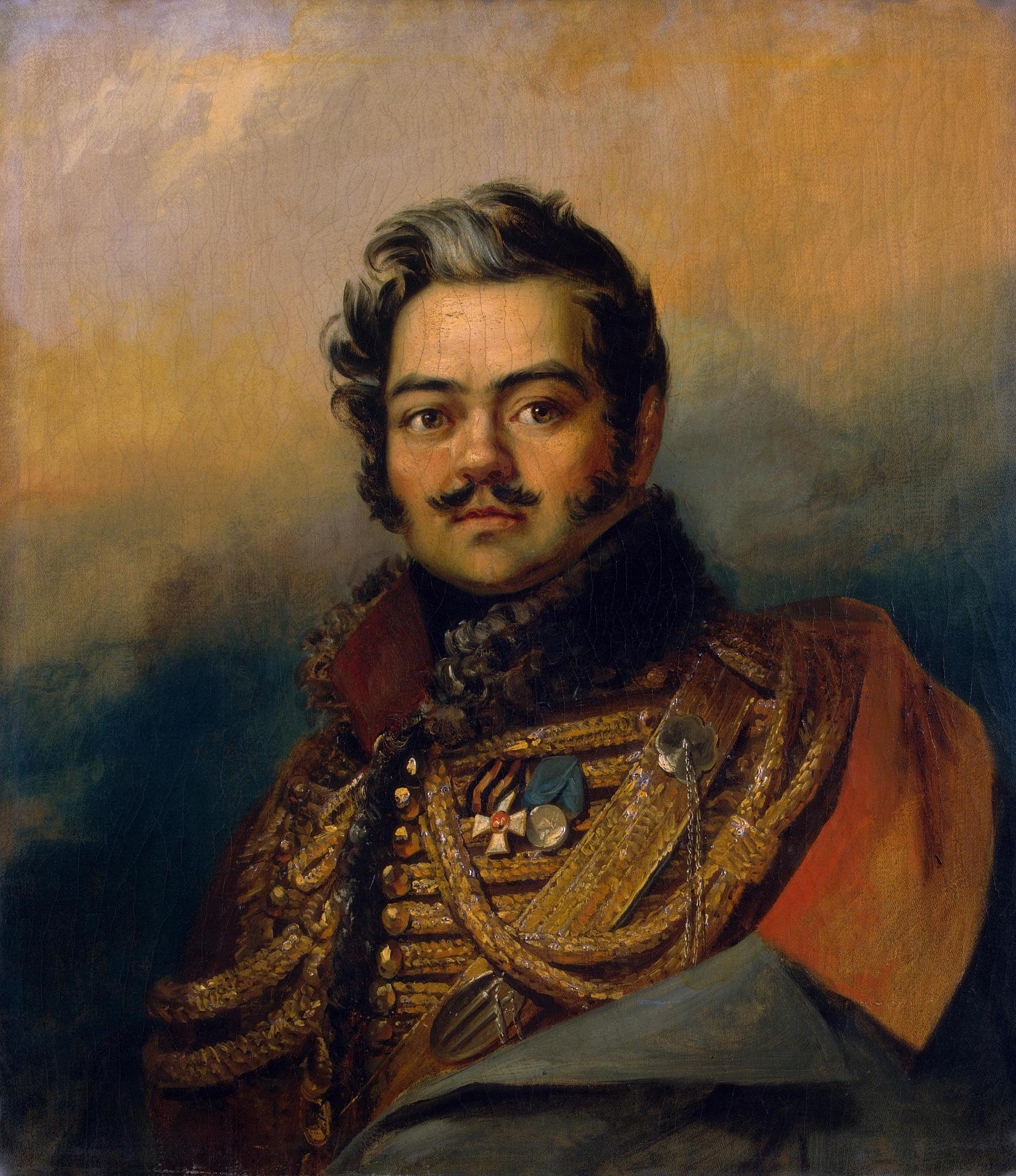
Давидов Денис Васильович, почесний шеф Охтирського гусарського полку

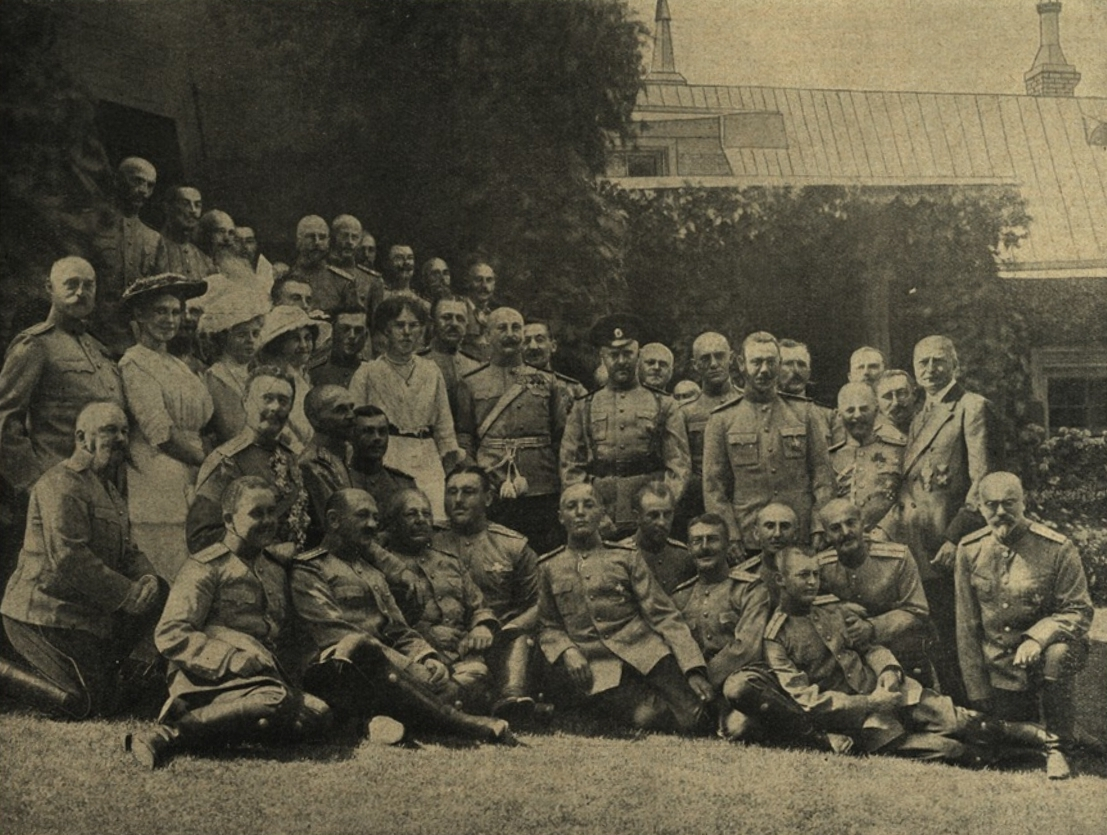
Військовики 12-го гусарського Охтирського полка у гостях у свого шефа Ольги Олександрівни (1914).

1765 рік став для Слобідської України роком значних змін. Автономію п'яти Слобідських козацьких полків було скасовано маніфестом російської імператриці Катерини II від 28 липня 1765 року «Про заснування в слобідських полках пристойного цивільного пристрою і про перебування канцелярії губернської і провінційної», згідно з яким було засновано  Слобідсько-Українську губернію з п'ятьма провінціями на місці скасованих полків і адміністративним губернським центром у місті Харків. Згідно того ж маніфесту, приймається рішення про формування з особового складу скасованих козацьких полків нових гусарських полків російської імперської армії.
За старшинство новоутворені гусарські полки отримали 1651 рік, цим мов би встановлювалося їх спадкоємство до скасованих слобідських козацьких полків.
Одним з цих полків став Охтирський гусарських полк, утворений на основі козаків Охтирського слобідського козацького полку. Першим командиром полку стає серб полковник Подгорічані Іван Михайлович, колишній командир Молдавського гусарського полку.
Представники козацької старшини які вирішили продовжувати службу вже в гусарських полках отримували імперські військові чини, рядові ж козаки були вимушені продовжувати службу вже як гусари незалежно від свого бажання. Серед представників полкової старшини які продовжили службу як гусарські офіцери були: охтирський козацький полковник Михайло Боярський (став імперським підполковником), полковий обозний Степан Лесевицький (став секунд-майором), полковий хорунжий Михайло Линецький (став поручником). Також перейшли до новоутвореного полку як поручники, колишні козацькі сотники Єфимів, Кременецький, Новосельський, Павлов, Нахимов, Огранович та два брати Карпови.

## Історія формування
03.03.1765 — Охтирський гусарський полк сформований у місті Охтирка на основі Охтирського слобідського козацького полку, з дорученням кадрів з Слобідського та Молдавського гусарських полків. Полк складався з шести ескадронів, кількістю 1034 особи відповідно до штатного розкладу.
У 1766 році полк було остаточно сформовано та приєднано до Української дивізії.
28.06.1783 року, під час реформ Потьомкіна, полк перейменовано на Охтирський полк української кінноти.
26.02.1784 року полк переформовано на Охтирський легкокінний полк, шести ескадронного складу.
29.03.1790 року полк в повному складі був приєднаний до Харківського легкокінного полку, але в січні 1792 був відновлений як самостійна військова частина.
29 листопада 1796 року полк був перейменований в гусарський і приведений до складу 10 ескадронів.
29 березня 1801 року полку було повернуто назву Охтирський.
З 1 січня 1840 по 19 березня 1857 року мав назву за прізвищами шефів: генерала-ад'ютанта князя Васильчикова; Його королівської високості принца Фрідріха-Карла Прусського полк.
19 березня 1857 року полку було повернуто назву Охтирський.
25 березня 1864 полк перейменований в 12-й Гусарський Охтирський Його королівської високості принца Фрідріха-Карла Прусського полк.
18 серпня 1882 року полк переформовано в 36-й драгунський Охтирський.
6 грудня 1907 року полк знову стає гусарським, як 12-й гусарський Охтирський Її імператорської високості великої княгині Ольги Олександрівни полк.
26 серпня 1912 року, в ознаменування 100-річчя Бородінської битви полку надано ім'я генерала Дениса Давидова.
Під час Першої світової війни (1914—1918) полк діяв у складі 12-ї кавалерійської дивізії 20-го і 26-го армійських корпусів 8-й і 9-ї армії Південно-Західного і Румунського фронтів.
У травні 1918 року полк було розформовано під Одесою.

## Бойовий шлях полку
- Польський похід (1767)

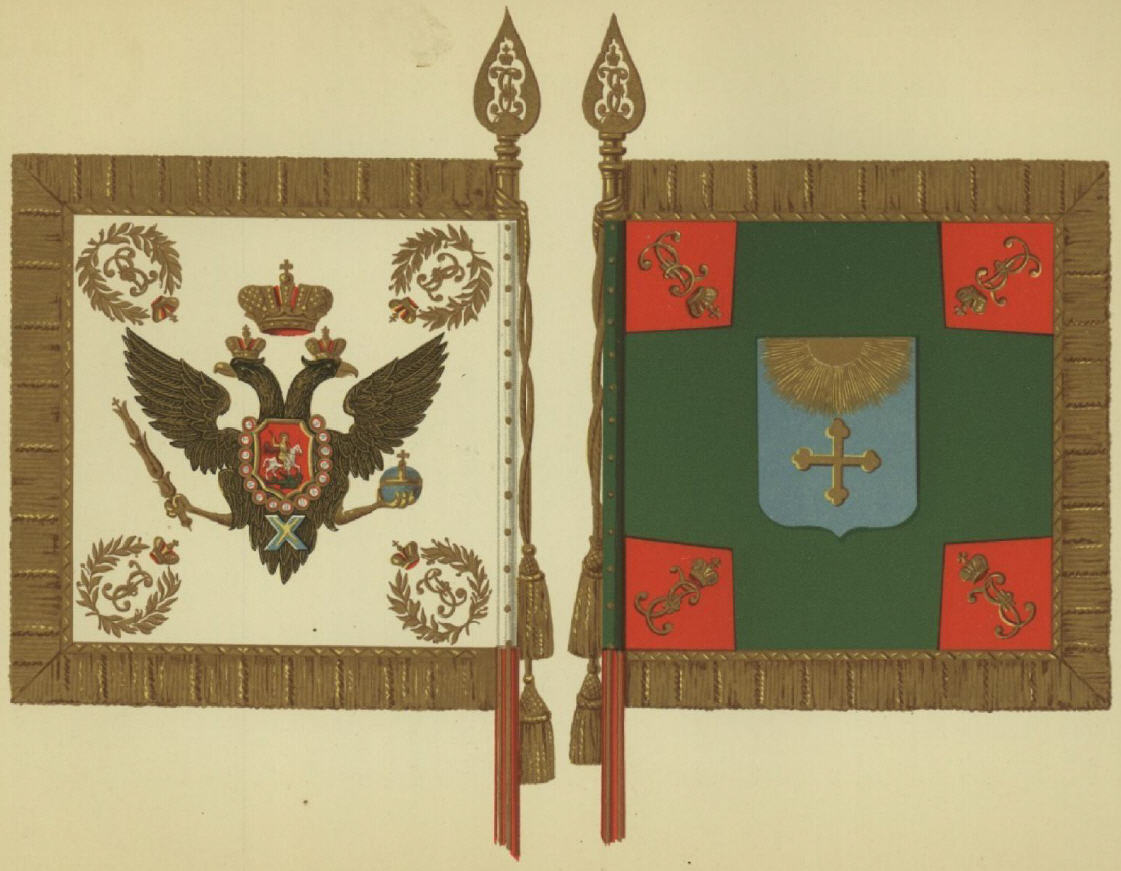
Штандарт Охтирського легкокінного полку (1782)

- Російсько-турецька війна (1768—1774)
  - Взяття Хотина
  - Битва під Ізмаїлом
- Ліквідація Запорозької Січі (1775)
- Кримський похід (1776)
- Російсько-турецька війна (1787—1792)
  - У грудні 1788 року полк брав участь в облозі Очакова
- Повстання Костюшка (1794)
- Війна четвертої коаліції (1806—1807)
- Франко-російська війна (1812)
- Війна шостої коаліції (1813—1814)
- Листопадове повстання (1830—1831)
- Кримська війна (1853—1856). Полк знаходився на Дунайському театрі бойових дій.
- Перша світова війна (1914—1918)

## Відзнаки
- Георгіївський полковий штандарт з написом «У відплату відмінної мужності та хоробрості, наданих в благополучно закінчену компанію 1814 р.» (надані 3 травня 1814 року). Надано 5 зелених штандартів, стандарту 1807 року;
- Георгіївські труби за російсько-турецьку війну 1828—1829 років;
- Срібні труби за франко-російську війну 1812 року з написами «За відзнаку при ураженні і вигнанні ворога з меж Росії 1812 р.» (надані 13 квітня 1813 року);
- Знаки на капелюхи (ківери), з написом: «За відзнаку 14 серпня 1813 року» (надані 15 вересня 1813 року);
  - 5 лютого 1814 року додано «При Кацбаху»;
- Петлиці за військові досягнення на мундири за російсько-турецьку війну 1877—1878 років

## Герб полку
За даними книги Потто та Одінцова «Історія Охтирського полку» 12 червня 1775 року Охтирському гусарському полку було надано герб, який уявляв собою щит, де на блакитному полі сяє Сонце, що сходить і осяює золотий чотирикінцевий хрест. Автори надають гіпотези, що це символ слави старого козацтва яке довго обороняло православ'я від католиків поляків та мусульман татар. Цей герб розміщувався на полкових печатках, трубах, литаврах.

## Однострій

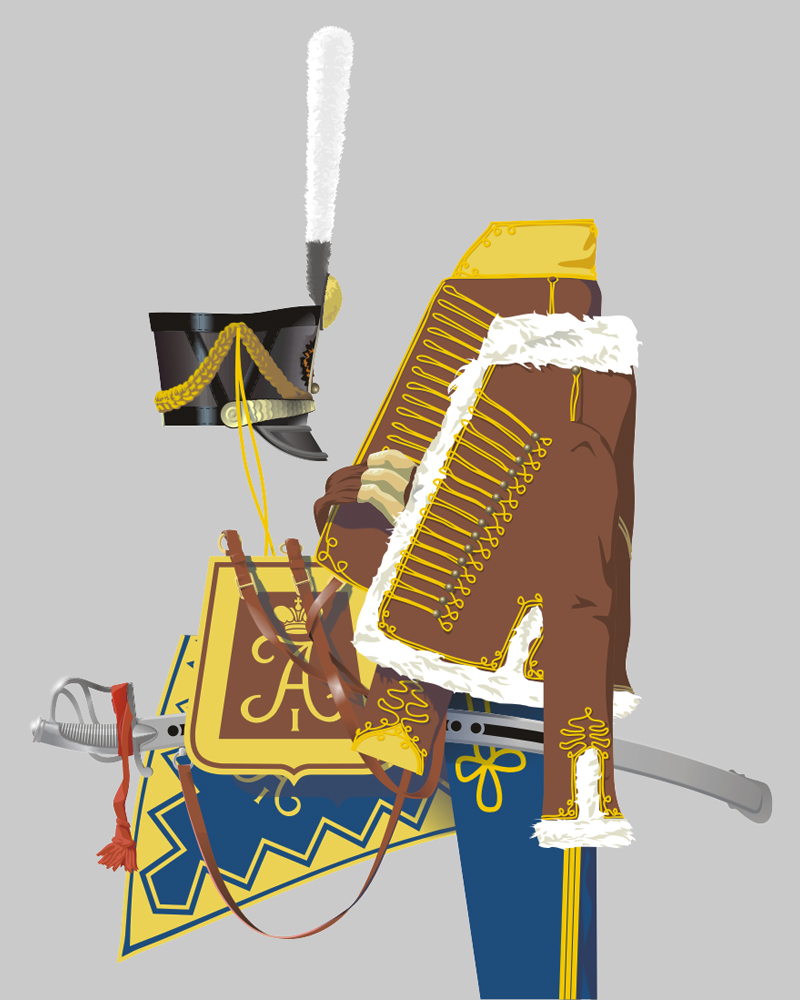
Однострій рядового Охтирського гусарського полку зразку 1812 року: доломан, ментик, шарф, чакчири, ківер, вальтрап, ташка та шабля

### Перші затверджені мундири 1765 року
Ще за часів існування слобідських козацьких полків були введені полкові однострої які відрізнялися один від одного за кольором. Кунтуші для всіх полків були однакові, сині, але жупани та шаровари були полкових кольорів. Кольором охтирських козаків був зелений.
При формуванні у 1765 році гусарських полків їм було надано кольори скасованих козацьких полків. У охтирських гусарів мундири стали зеленого кольору з чорними елементами.
Офіцерський мундир складався з яскраво-зеленого доломана, розшитого золотом, з невеличким стоячим коміром та обшлагами чорного оксамиту. І обшлаги, і комір облямовувалися вузьким золотим галуном. На грудях доломана нашивалися у три ряди 15 великих та 60 маленьких золочених ґудзиків, між якими розташовувалося золоте шиття. Крім того доломан облямовувався золотим галуном, у обер-офіцерів — вузьким, у штаб-офіцерів — широким, а у полковника двома (вузьким та широким). До доломана додавався пасок звитий з золотих шнурів, з такими ж поперечними перехватами.
Ментики були чорні, розшиті золотом, ще більше ніж доломани. Ментики були підбиті та оторочені білим хутром лисиці.
Чакчири у гусарів були зелені, вузькі, розшиті золотими шнурами. Напівчоботи були червоні з набивними шпорами. Ташка була суконною, чорного кольору з зубчастою золотою облямівкою та з золотим вензелем імператриці Катерини.
Головним убором був вузький звужений у верхівці ківер чорного кольору. Він облямовувався в два ряди зубчастим золотим галуном та мав два ряди золотого шнура, які закінчувалися широкими золотими китицями. Також на ківері був білий султан, та білий бант.
Нижні чини мали майже таку форму, але замість золотих шнурів були гарусні. Чорні на зеленому сукні, та зелені на чорному. На ментиках біле хутро лисиці замінювалося на вовну чорного баранчика. Напівчоботи також були чорні.
Вахмістри, унтер-офіцери та капрали носили на комірах вузький галун. На обшлагах такий самий галун нашивався в один ряд у капралів, у два в унтер-офіцерів і в три ряди у вахмістрів.

### Оновлення1775року
У 1775 році до складу полків було включено кадетів (молодих унтер-офіцерів шляхтичів). Від звичайних унтер-офіцерів строкової служби вони відрізнялися наявністю золотого галуну на ківерах.

### Оновлення1776року
Відбулися деякі зміни у гусарському однострої. До 1776 року зелені доломани розшивалися чорними шнурами, а чорні ментики, зеленими; з цього ж року, шнури стали жовтими. Ківера, обшлаги на доломанах та облямівка стали жовтими. Жовтий прикладний колір був присутнім у охтирців, до самого скасування полку.

### Мундири1784року
Під час реформ Потьомкіна у 1783 році, Охтирський гусарський полк переформовано на полк української кінноти, а у 1784 році на легкокінний полк. В той час легкокінники отримали нові однострої.
Старі гусарські ківери було скасовано, а замість них введені пояркові каски. Каски мали білий плюмаж, а також чорну лопать позаду.
Були введені нові зручні мундири, які не мали нічого спільного з попередніми гусарськими. Доломан і ментик було змінено на синю суконну куртку з червоними відлогами. Коміри, обшлаги та облямівки також були червоні. Куртка прикрашалася білими погонами та білим аксельбантом на правому плечі. У офіцерів погони та аксельбанти були срібні. Шаровари були червоні з білою зубчатою облямівкою. Крім того, офіцери мали білі камзол та штани, до яких додавалися срібні ґудзики, погони та аксельбанти.

### Франко-російська війна 1812 року
При загальновживаному гусарському однострої охтирські гусари мали брунатні доломани (з жовтими комірами), ментики та ташки; чакчири та вальтрапи темно-сині; тасьми, шнури, викладки вальтрапів і ташок жовті; пояси брунатні з жовтим.
Ківери піхотного зразка з султанами гренадерського зразка, але білого кольору. Етішкети піхотного зразка жовтого кольору. Кокарда на ківері (кругла розетка) чорна з помаранчевою каймою, а також петлиця з білої жесті. Кашкет мав тулію кольору доломана, а околю кольору ментика.
Унтер-офіцери мали галунну облямівку на комірах доломанів, а ментик мав опушку з чорного баранчика (замість білого, як у нижніх чинів). Султани на ківерах унтер-офіцерів мали чорне верхів'я.
Крім того, гусарським офіцерам дозволялося носити темно-зелені віцмундири і сюртуки піхотного зразка з обшлагами і коміром кольору, як і доломан (брунатний). Вишивка на обшлагах і комірі також відповідала такій, яка була на доломані. Відвороти гусарських віцмундирів були червоні у всіх полків, чакчири ж були темно-зелені без вишивки.

## Командири

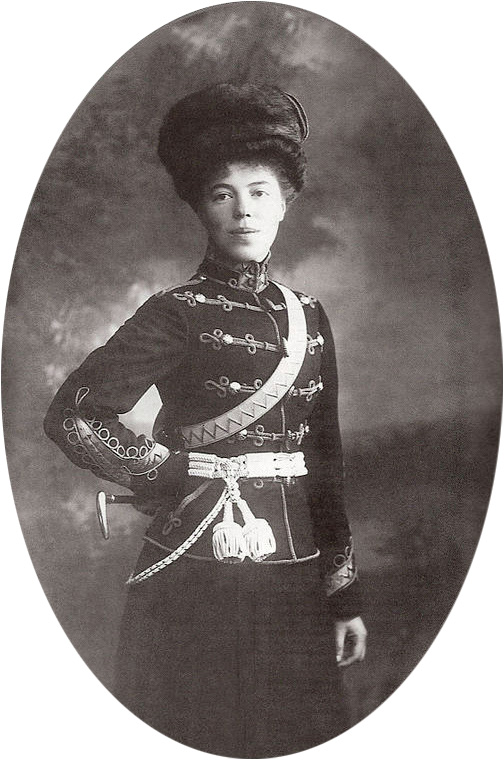
Шеф полку велика княгиня Ольга Олександрівна Романова (1901/1914).

- 1765-1770 — бригадир (з 18.05.1766 генерал-майор), граф Подгорічані Іван Михайлович. У 1759—1765 році командир Молдавського гусарського полку
- 12.1770-1776 — полковник (з 22.09.1775 бригадир) Пишчевич Семен Степанович
- 1776-1782 — підполковник (з 07.01.1778 полковник) Хорват Антон Іванович
- 14.07.1788-26.02.1797 — бригадир Сабуров Іван Федорович
- 26.04.1798-18.10.1798 — полковник Бобир Степан Романович
- 18.10.1798-02.11.1798 — генерал-майор Ключаревський Данило
- 23.04.1799-20.06.1799 — полковник граф Вітгенштейн Петро Християнович
- 15.07.1799-25.06.1800 — полковник Бедряга Григорій Васильович
- 25.06.1800-21.07.1800 — полковник князь Жевахов Іван Семенович
- 18.09.1800-29.03.1801 — полковник Барчугов Іван Лаврентійович
- 30.03.1801-15.04.1804 — полковник Бедряга Григорій Васильович
- 18.07.1805-12.12.1807 — полковник Репнінський Степан Якович
- 20.05.1808-31.01.1811 — полковник князь Жевахов Іван Семенович
- 28.03.1811-01.06.1815 — полковник (з 26.12.1812 генерал-майор) Васильчиков Дмитро Васильович
- 01.06.1815-24.01.1818 — полковник князь Кастріот-Дрекалович-Скандербек Григорій Васильович
- 12.02.1818-12.12.1824 — полковник Пашков Олександр Васильович
- 12.12.1824-1825 — полковник Муравйов Артамон Захарович
- 1825—1826 — полковник Арсеньєв Іван Олексійович
- 20.01.1826-16.09.1826 — полковник Куликовський
- 16.09.1826-11.02.1835 — полковник Нечволодов
- 24.02.1835-1839 — полковник Врангель Єгор Петрович
- 1855-01.1861 — полковник (з 08.1856 генерал-майор) Суходольський Дмитро Петрович
- 1876—1879 — полковник Тевяшов Микола Миколайович
- ? ? ? — полковник Бальмен Олександр Петрович
- 12.12.1895-25.11.1899 — полковник фон Ренненкампф Павло Карлович
- 12.12.1905-11.09.1906 — полковник Леонтович Євген Олександрович
- 20.12.1911-29.08.1914 — полковник (з липня 1914 генерал-майор) Трінгам Микола Васильович
- 29.08.1914-? — полковник Одінцов Микола
- 03.09.1914-12.07.1915 — полковник Кулжинський Сергій Миколайович
- 13.08.1915-17.09.1915 — полковник Молоствов Сергій Михайлович
- 17.09.1915-19.10.1917 — полковник (з 08.08.1917 генерал-майор) Єлчанінов Георгій Іванович
- 19.10.1917-після 12.1917 — полковник Каджар Мансур Мірза

## Шефи полку
- 29.11.1796-18.09.1800 — бригадир (з 27.01.1797 генерал-майор, з 22.09.1798 генерал-лейтенант) Лінденер Федір Іванович
- 18.09.1800-24.06.1803 — полковник (з 27.10.1800 генерал-майор) Барчугов Іван Лаврентійович
- 23.06.1803-03.04.1814 — генерал-ад'ютант генерал-майор (з 31.10.1812 генерал-лейтенант) Васильчиков Іларіон Васильович

## Служили у полку
- Абаза Олександр Михайлович
- Абаза Афанасій Андрійович
- Аляб'єв Олександр Олександрович
- Бальмен Яків Петрович
- Вуїч Микола Васильович
- Давидов Денис Васильович
- Дроботковський Юрій Володимирович
- Єлчанінов Микола Іванович
- Жевуський Адам Адамович
- Катеринич Митрофан Кирилович
- Константин Плісовський
- Кулжинський Сергій Миколайович
- Ліпранді Павло Петрович
- Муравйов Артамон Захарович
- Миклашевський Андрій Михайлович
- Пфейліцер-Франк Отто Германович
- Самсонов Олександр Васильович
- Чаадаєв Петро Якович

## Розташування полка
- з 1765 Охтирка, пізніше Краснокутськ. Ескадрони полка були розташовані у різних місцях, 1-й ескадрон Котельва, 2-й ескадрон Краснокутськ, 3-й ескадрон Мурафа, 4-й ескадрон Колонтаїв, 5-й ескадрон Коломак, 6-й ескадрон Богодухів.

## Галерея

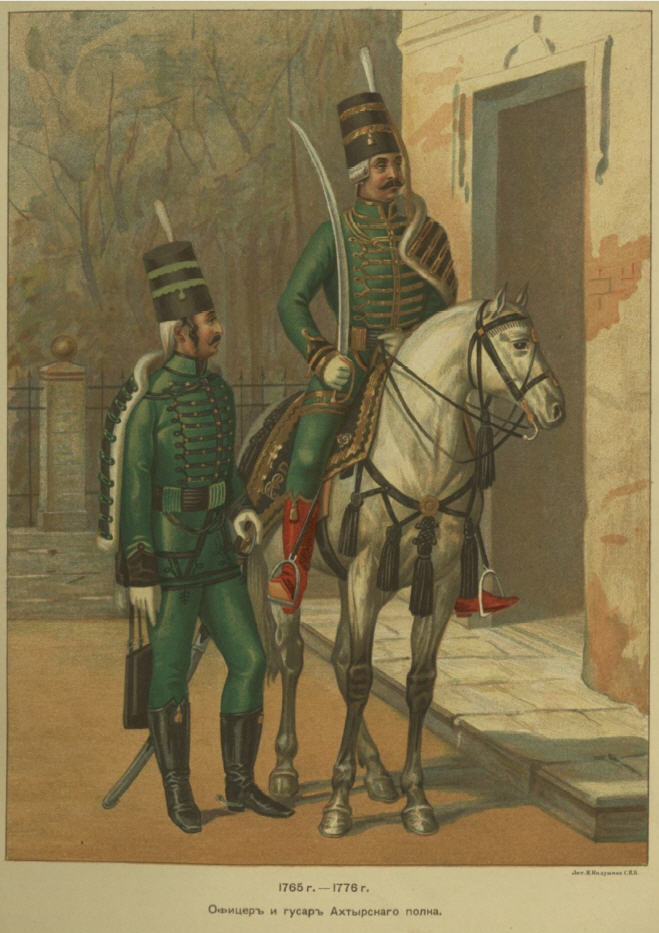
Офіцер і гусар Охтирського гусарського полку (1765 – 1776).
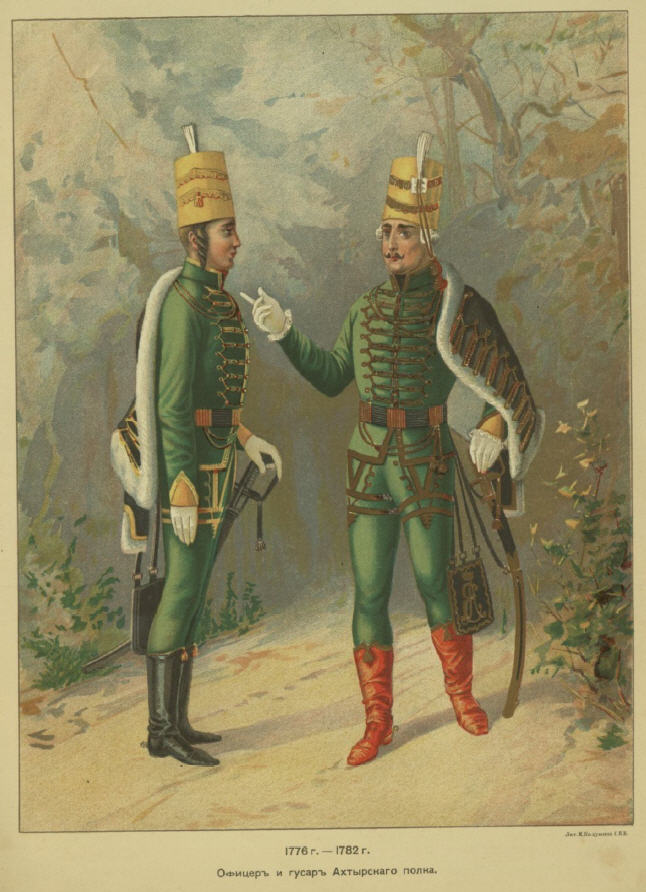
Офіцер і гусар Охтирського гусарського полку (1776 – 1782).
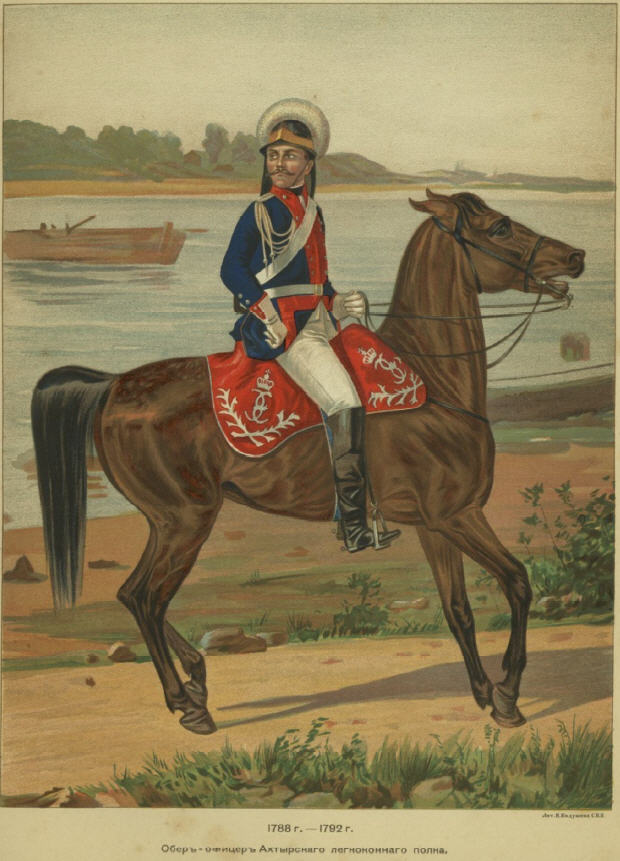
Обер-офіцер Охтирського легко кінного  полку (1788 – 1792).
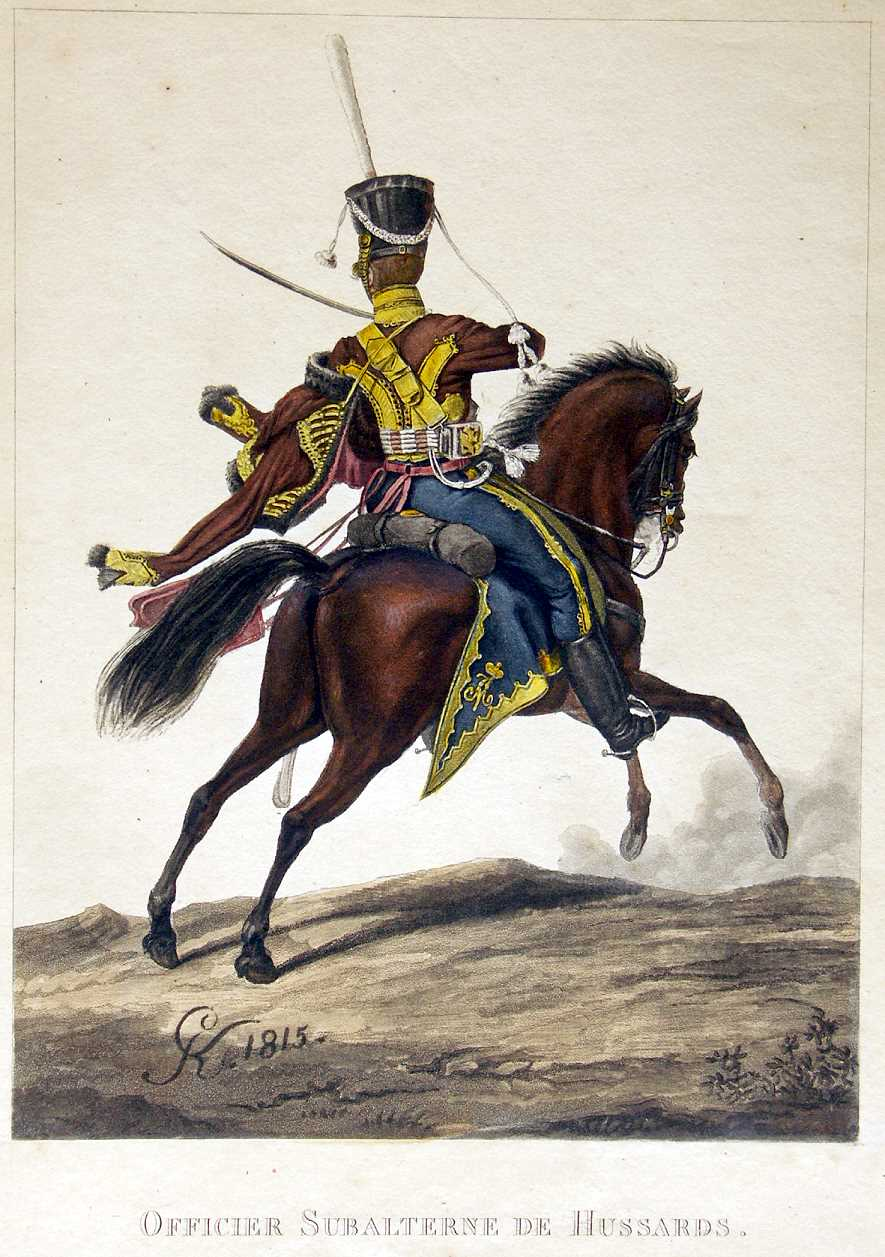
Обер-офіцер Охтирського гусарського полку (1815).
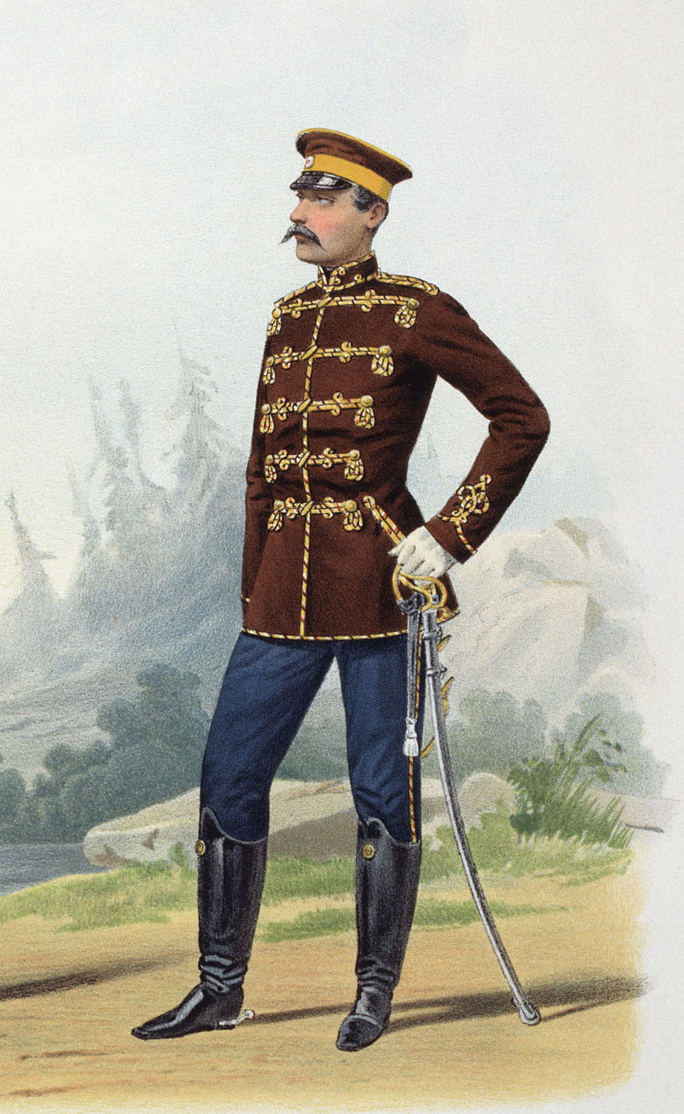
Обер-офіцер 12-го гусарського Охтирського Його королівської високості принца Фрідріха-Карла Прусського полку, одягнений у аттілу (1869).
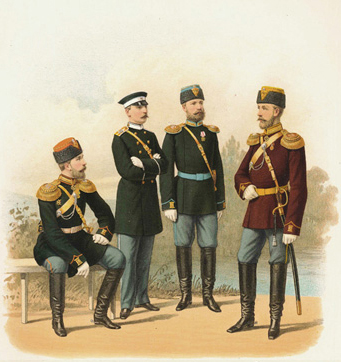
Драгунські полки. Штаб-офіцери полків: 37-го Військового ордена і 36-го Охтирського; обер-офіцери: 32-го Чугуївського і 6-го Павлоградського (1882).